# آیاکوچو
آیاکوچو (به اسپانیایی: Ayacucho) یک شهر در پرو است که در استان Huamanga واقع شده‌است.

## خصوصیات
آیاکوچو ۲٬۹۸۱٫۳۷ کیلومترمربع مساحت و ۱۷۷٬۴۲۰ نفر جمعیت دارد و ۲٬۷۶۱ متر بالاتر از سطح دریا واقع شده‌است.

## خواهرخوانده
شهر ورونا خواهرخواندهٔ آیاکوچو هست.